# Liste de périodiques ornithologiques
Cet article liste des périodiques ornithologiques du monde entier et de langues diverses, actuels ou disparus, scientifiques ou de vulgarisation. Le nom du périodique est suivi, éventuellement, de la date de création - et, le cas échéant, de disparition -, d'une brève définition du domaine ornithologique et géographique couvert, de l'organisme ornithologique éditeur, du lieu d'édition, de la (des) langue(s) utilisée(s), de l'ISSN et d'un lien vers le site officiel.
- Haut – A
- B
- C
- D
- E
- F
- G
- H
- I
- J
- K
- L
- M
- N
- O
- P
- Q
- R
- S
- T
- U
- V
- W
- X
- Y
- Z

## A
- Acta Ornithologica
- Actitis
- Aegolius
- Afropavo - République démocratique du Congo
- Alabama Birdlife (États-Unis).
- Alauda - Revue internationale d'ornithologie, périodique de la Société d'Etudes Ornithologiques de France [1].
- Alectoris
- Alula (Finlande) (1995-2008) [2].
- American Birds
- Annual Report of the Wildfowl Trust
- Apus
- Apus melba - Périodique du GOS (France, 74)
- Aquila - Journal de l'Institutus Ornithologicus Hungaricus.
- Ar Vran - Périodique du Groupe ornithologique breton (France, 22, 29, 35, 44, 56)
- Ararajuba - Revista brasileira de Ornitologia - Périodique de la Sociedade Brasileira de Ornitologia (Brésil)
- Ardea - Journal de la Nederlandsche Ornithologische Vereenigung [3].
- Ardeola - Journal de la Sociedad Española de Ornitologia [4].
- The Auk - Journal de l'American Ornithologists' Union [5].
- Australian Field Ornithology (Australie)
- Aves - Bulletin de la Société d'Étude Ornithologique Aves (Belgique)
- Avian Conservation and Ecology
- Avian Science
- Avifaune picarde - Journal du Groupe Ornithologique Picard (France, 02, 60, 80) - ISSN FR 1273-3075][6].
- L’Avocette - Périodique de Picardie Nature (France : 02, 60, 80) - ISSN FR 0181-0782 [7].

## B
- Baginy - Bulletin de l'Association pour la sauvegarde de la perruche d'Ouvéa (Nouvelle-Calédonie).
- La Bergeronnette - LPO 64 (France, 64)
- Le Bièvre - CORA (France, 01, 07, 26, 38, 42, 69, 73, 74) (revue du Centre ornithologique Rhône-Alpes)  (ISSN 0223-7741) [8].
- Bird-Banding
- Bird Study - Journal du British Trust for Ornithology.
- Birding (États-Unis).
- Birding Scotland Magazine (Écosse)
- Birding World (Royaume-Uni)
- Birdirs Journal (Canada).
- Birds - Journal de la Royal Society for the Protection of Birds.
- Birdwatch
- Bläcku
- Bliki
- Blue Jay
- Branta (Ukraine).
- British Birds - Journal britannique ne dépendant d'aucune société savante (Royaume-Uni).
- Bulletin de l'ANVL (France, 10, 45, 77, 89, 91, 92, 93, 94, 95)
- Bulletin de l'Association Marquenterre Nature (France, Somme)
- Bulletin du Centre ornithologique d’Ouessant (France, Finistère)
- Bulletin du Centre ornithologique du Gard (France, Gard)
- Bulletin du Club des ornithologues de Québec
- Bulletin du Groupe angevin d'études ornithologiques (Maine-et-Loire, France) - ISSN 1144-8857 [9].
- Bulletin du GSO (72)
- Bulletin de l'OCL (France, 64)
- Bulletin de la SEPN (France, 41)
- Bulletin Go-South (Birds and Nature in Morocco, Maroc) [10].
- Bulletin of the Wilson's Ornithological Club
- Bulletin of the International Wader Study Group
- Buteo

## C
- Le Cagou - Société calédonienne d'ornithologie (Nouvelle-Calédonie) [11].
- Calidris
- Canadian Field Naturalist – Ottawa Field-Naturalists' Club
- Caldasia – Instituto de Ciencias, Museo de Historia Natural (Colombie)
- Casarca
- Le Casseur d’os - GOPA (Groupe Ornithologique des Pyrénées et de l'Adour) (France, 64) [12]
- Cassinia - Amérique du nord
- Ciconia - LPO Alsace (France, 67, 68) et LPO Lorraine (France, 54, 55, 57, 88)
- Cimbebasia – National Museum of Namibia
- Cinclus Scandinavicus (Suède)
- Le Cochevis - Section arrageoise du GON (France, Pas-de-Calais)
- Collurio
- Colonial Waterbirds
- The Condor - Journal de la Cooper Ornithological Society (Californie).
- Corax
- Les Corbeaux - Les Corbeaux Gâtinais Nature (France, Loiret)
- Corella – The Australian Bird Study Association
- Le Cormoran - GONm (France, 14, 27, 50, 61, 76) (Groupe Ornithologique Normand)
- Cormorant
- Cotinga - Amérique du sud - Journal du Neotropical Bird Club [13]
- Le Courbageot - LPO Aquitaine (France, 24, 33, 40, 47, 64) - Trimestriel, édité par la Ligue pour la protection des oiseaux d'Aquitaine (Bordeaux, France) -  (ISSN 0220-8768)
- Le Courlis : Association ornithologique et mammalogique de Saône-et-Loire (France)
- Crex - LPO Anjou (Maine-et-Loire, France) - ISSN 1268-7685 [14].
- Current Ornithology
- Cyanopsitta – Loro Parque Fundacion (Espagne)

## D
- Dansk Ornithologisk Forenings Tidsskrift - Journal de la DOF.
- Dendrocopos
- Dutch Birding (Pays-Bas)

## E
- L’Echo du Pic - LPO Haute-Normandie (France)
- Écologie et conservation des oiseaux
- L’Effraie - CORA Ain (01), CORA Rhône (France, 69)
- Egretta
- Elepaio - Journal de l'Hawaii Audubon Society [15]
- L’Émouchet - AFFO (France, 61)
- Emu - Journal de la Royal Australasian Ornithologist's Union [16].
- L’Épeichette - CORIF (France, 75, 77, 78, 91, 92, 93, 94, 95)
- Epops - SEPOL (France, 19, 23, 87)

## F
- Falco - Groupe naturaliste de Franche-Comté (France, 25, 39, 70, 90)
- Forktail
- Le Fou - GEOCA (France, Côtes-d'Armor)

## G
- La Garcilla - Périodique de la Sociedad España de Ornitologia (Espagne)
- La Garzette - LPO Charente-Maritime (France, 17)
- La Garzette d’Eure-et-Loir Nature - Eure-et-Loir Nature (France, 28)
- Gerfaut
- Gli Uccelli d'Italia (UDI, Italie)
- Gobemouche - LPO Lorraine (France, 54, 55, 57, 88)
- La Gorgebleue - Section Douaisis du GON (59)
- La Gorgebleue - LPO Vendée (France, Vendée)
- GOJ Infos - Groupe ornithologique du Jura (Suisse)
- Le Grand-Duc - LPO Auvergne (France, 03, 15, 43, 63)
- Le Grèbe - Groupe ornithologique 35 de Bretagne vivante (France, Ille-et-Vilaine)
- Grus
- Le Guêpier - GRIVE (France, 34)

## H
- Le Héron - Groupe ornithologique et naturaliste du Nord-Pas-de-Calais (France, 59, 62)
- Le Héron - Groupe des jeunes de Nos Oiseaux (Suisse) [17].
- Hirundo - Périodique de Société ornithologique d'Estonie (Estonie)
- The Hobby - Bedfordshire Bird Club (Angleterre)
- L'Homme et l'Oiseau - Institut royal des sciences naturelles de Belgique
- Honeyguide - Zimbabwe
- El Hornero - Journal de la Société ornithologique (La Plata, Argentine).
- Huitzil - Revue d'ornithologie mexicaine (Mexique) [18].

## I
- The Ibis - Journal de la British Ornithologists' Union, fondé par Philip Lutley Sclater[19].
- L'inFaucon - Club d'observateurs d'oiseaux de Laval (Québec)
- Info-COMONE - Cercle ornithologique des Montagnes neuchâteloises (Suisse)
- International Wader Studies
- Irish Birds - Périodique de BirdWatch Ireland

## J
- Le Jacana - Journal du Groupe d'Etude et de Protection des Oiseaux en Guyane (Guyane française) [20].
- Le Jean-le-Blanc - CEOB (21, 58, 71, 89)
- Journal für Ornithologie
- Journal of Avian Biology
- The Journal of Caribbean Ornithology - Antérieurement El Pitirre (1988-2003)
- Journal of Field Ornithology [21].
- Journal of Indian Bird Records and Conservation (Inde).
- Journal of New-Zealand Birds [22].
- Journal of Oregon Ornithology (États-Unis).
- Journal of Ornithology - Journal da la Deutsche Ornithologen-Gesellschaft.
- Journal of Raptor Research

## K
- Kenya Birds
- The Kingbird (États-Unis).
- KOS Gazette - Kent Ornithological Society (Kent, Angleterre)
- Kukila (Indonésie)

## L
- Larus
- Le Monde des Oiseaux' (Belgique) - Revue mensuelle éditée par l'A.O.B. (Association Royale Ornithologique de Belgique) www.le-monde-des-oiseaux.net
- Limicola (Allemagne)
- Limosa - Journal de la Nederlandse Ornithologishe Unie (Pays-Bas)
- La Lirette - Bulletin de liaison du Groupe Ornithologique des Deux-Sèvres, France
- Le Lirou - Revue annuelle traitant de l’actualité ornithologique dans le département (Groupe Ornithologique des Deux-Sèvres).
- Living Birds
- Luscinia

## M
- Madártávlat - Journal de BirdLife Hongrie
- Malimbus [23].
- Te Manu - SOP Manu (Polynésie française) [24].
- La Marie-Blanque - Groupe d’études ornithologiques béarnais (France, 64)
- Marine Ornithology - Pacific Seabird Group
- Meadowlark (États-Unis).
- La Mélanocéphale - Groupe ornithologique du Roussillon (France, Pyrénées-Orientales)
- Mens en Vogel (Belgique, revue ornithologique néerlandophone)
- Mergus
- Il-Merill - BirdLife de Malte
- Le Mésangeai - Société de loisir ornithologique de l'Abitibi (Québec)
- Le Milouin - Section Lille-est/Pévèle/Mélantois du GON (France, Nord)
- Milu - Slovaquie
- Milvus - Centre ornithologique lorrain (France, 54, 55, 57, 88)
- Monticola
- Le Moqueur - Club ornithologique des Hautes-Laurentides (Québec)
- Le Moyen-Duc - LPO Yonne (France, 89)

## N
- Natuur.oriolus (Belgique, revue ornithologique néerlandophone)
- New Zealand Bird Notes
- Newsletter of the Cornell Laboratory of Ornithology.
- La Niverolle - CORA Grenoble (France, Isère)
- North American Bird Bander
- Nos Oiseaux (Suisse)
- Notornis (1943-) - Ornithologie du Pacifique sud - Journal de la Société Ornithologique de Nouvelle-Zélande  [25].

## O
- L'Oiseau et la Revue française d'Ornithologie - Journal de la Société ornithologique de France (antérieurement Société ornithologique de France et de l'Union française).
- L’Oiseau magazine - LPO (France)
- Nos Oiseaux (Suisse)
- L'Oreillard - LPO Aude (France)
- L’Orfraie - LPO Champagne-Ardenne (France, 08, 10, 51, 52)
- Oriental Bird Club Bulletin
- L'Ornithologue (Belgique, revue ornithologique wallonne)
- Ornis - Suisse
- Ornis Fennica
- Ornis Scandinavica
- Ornis Svecica
- L'Ornitaouais - Club ornithologique de l'Outaouais (Québec)
- Ornitología Neotropical
- Ornithological Monographs
- L'Ornithologique - Club d'ornithologie de Trois-Rivières (Québec)
- Ornithos (LPO, France, ISSN 1254-2962) [26].
- Osprey
- Ostrich - Journal d'ornithologie africaine[27].
- L’Outarde - Bulletin de liaison de la LPO Vienne (France, Vienne) [28].
- Oystercatcher - Mull Birds Club (Île de Mull, Écosse)

## P
- Pacific coast avifauna
- Pacific Seabirds
- The Passenger Pigeon (États-Unis).
- Le Passer - CORIF (France, 75, 77, 78, 91, 92, 93, 94, 95)
- Le Pèlerin - Ornithologie franc-montagnarde (Suisse)
- Le Phragmite - Journal du Cercle ornithologique et des sciences-naturelles d'Yverdon (Suisse)
- Pica - Charente Nature (France, Charente)
- Le Pic mar - GEOR 60 (60)
- Le Pic Nic - Club d'ornithologie (Moutier, Suisse)
- Picoides
- Le Pistrac - AROMP (France, 09, 12, 31, 32, 46, 65, 81, 82) (Association Régionale Ornithologique du Midi et des Pyrénées (AROMP))
- El Pitirre - Devenu en 2003 The Journal of Caribbean Ornithology
- La Plume du Gypaète - LPO/Mission FIR (France, 75, 77, 78, 91, 92, 93, 94, 95)
- Porphyrio
- Les Potins de la Chèvre (Centre Ornithologique Rhône-Alpes 07) (France)
- The Prairie Falcon (États-Unis).
- Proceedings of the International Ornithological Congress
- Le P'tit Grav' - LPO Touraine (France, Indre-et-Loire)
- Purple Martin Update

## Q
- QuébecOiseaux - (1989-) Québec, Canada. Publié par le Regroupement QuébecOiseaux[29].

## R
- Rapaces de France - LPO (France)
- Regulus - natur&ëmwelt asbl (antérieurement LNVL) - ISSN 1727-2122 [30].
- Regulus Wissenschaftliche Berichte - natur&ëmwelt asbl (antérieurement LNVL) - ISSN 1727-088X [31].
- Rivista Italiana di Ornitologia (R.I.O., Italie)
- Ricerche di Biologia della Selvaggina (Italie)
- Ring - Pologne
- Ringing and Migration
- "Russian Journal of Ornithology" ISSN 0869-4362. Publié depuis 1992. Sur le libre accès - http://www.elibrary.ru

## S
- Le Saint-Martin (Jura, Suisse)
- Sandgrouse - Journal de l'Ornithological Society of the Middle East [32].
- Scopus (1977-) - Afrique orientale[33].
- Scottish Bird Report - Scottish Ornithologists' Club
- Scottish Birds - Scottish Ornithologists' Club (Écosse).
- Sitta cénomane - Journal du Groupe sarthois ornithologique [34] (France, 72).
- South Australian Ornithologist - Australie du sud
- La Spatule - Journal de la LPO Loire-Atlantique (France, 44).
- La Sterne - Journal de la LPO Touraine (France, 37).
- The Stilt [35].
- Strix - Japon
- Studies in Avian Biology - Cooper Ornithological Society
- Subbuteo - Biélorussie
- Sula
- Sylvia (République tchèque).

## T
- Le Tadorne - Section Lille-ouest du GON (France, Nord)
- Le Taille-vent - SEOR
- La Tangara (Nicaragua).
- The Tattler
- Tauraco
- Texas Birds (États-Unis).
- Tichodroma
- Le Tichodrome - LPO Haute-Savoie (France)
- Le Tichodrome - Cercle ornithologique de Fribourg (Suisse)
- Le Tiercelet - L’Aile brisée
- Torgos (Israël)
- Tori - Journal de la Société ornithologique du Japon.
- Le Toto-bois - Journal de l'Association pour l'étude et la protection des vertébrés et végétaux des Petites Antilles (Guadeloupe).
- Tragopan (Royaume-Uni).
- La Trajhasse - Journal du Groupe ornithologique Aunis-Saintonge (Rochefort, Charente-Maritime, France).
- Troglodytes - Croatie.
- Le Troussepet - Centre d'étude et de protection des oiseaux de Bienne et environs (CEPOB) (Suisse)
- Turna (Turquie).
- Túsok (Hongrie).

## V
- Vår Fågelvärld (Suède)
- Vogel - Journal du Max Planck Institut für Verhaltenphysiologie.
- Vogel und Umwelt - Journal de l'Institut für Angewandte Vogelkunde.
- Vogeljaar
- Die Vogelwelt [36].
- Ar Vran - Groupe Ornithologique Breton (Bretagne, France)

## W
- Wader Study Group Bulletin
- Waterbird Society Bulletin.
- Waterbirds.
- West Midland Bird Club Bulletin - ISSN 1477-6111
- Wildfowl - Journal du Wildfowl and Wetlands Trust.
- The Wilson Bulletin
- The Wilson Journal of Ornithology.
- Winging It - Journal de l'American Birding Association.
- Wingspan - Journal de Birds Australia [37].

## X
- Xuxila - Indonésie

## Y
- Yelkovan (Turquie).
- The Yellowhammer - Alabama (États-Unis)
- The Yellow Warbler - États-Unis